# Dāghdār
Dāghdār (persiska: داغ دار) är en ort i Iran.   Den ligger i provinsen Khorasan, i den nordöstra delen av landet, 700 km öster om huvudstaden Teheran. Dāghdār ligger 826 meter över havet och antalet invånare är 570.
Terrängen runt Dāghdār är varierad. Runt Dāghdār är det ganska glesbefolkat, med 28 invånare per kvadratkilometer. Närmaste större samhälle är Chāpeshlū, 7,4 km öster om Dāghdār. Omgivningarna runt Dāghdār är i huvudsak ett öppet busklandskap.